# Archibald E. Garrod

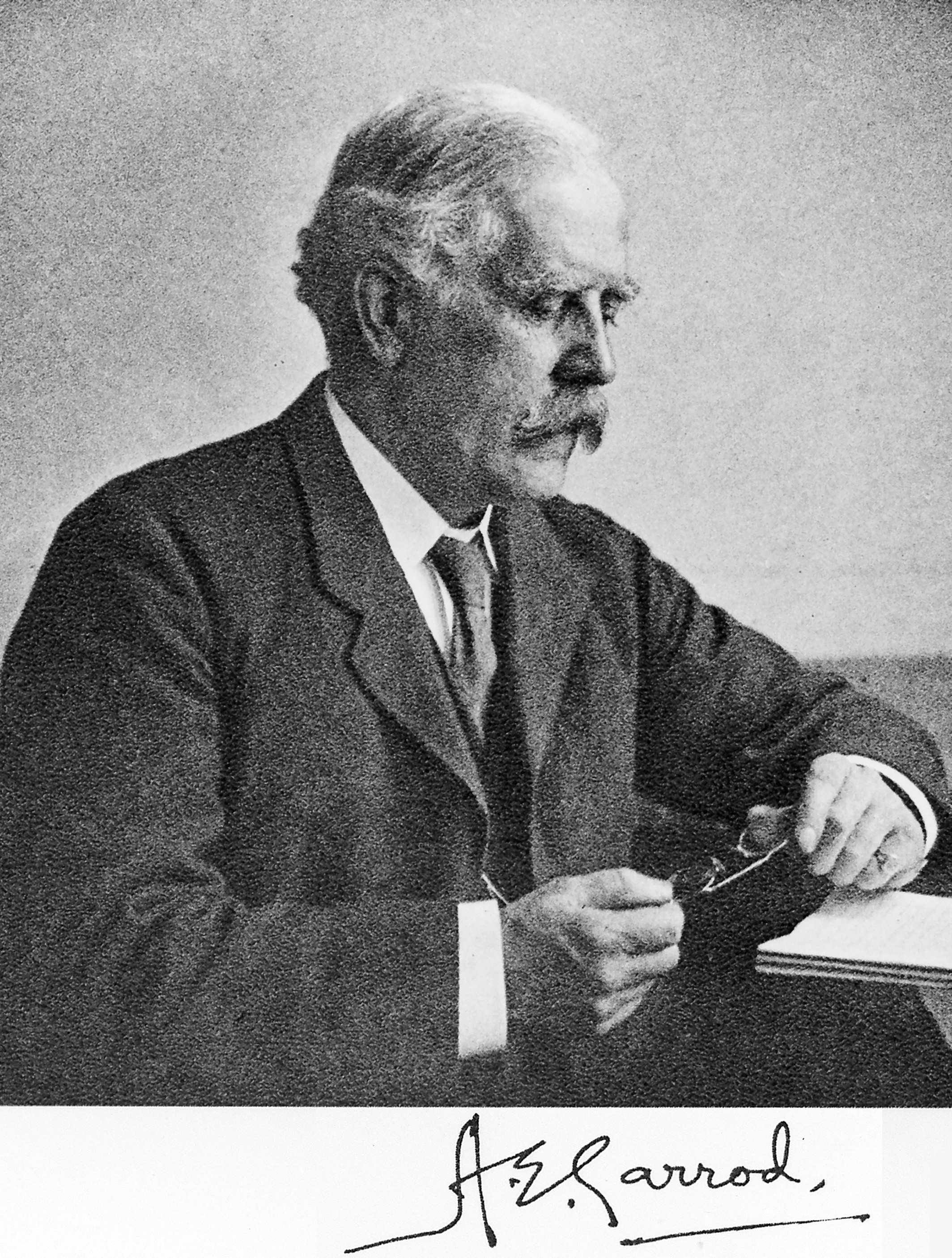
A. E. Garrod

Sir Archibald Edward Garrod (* 25. November 1857 in London; † 28. März 1936 in Cambridge) war ein englischer Arzt, Wissenschaftler und Hochschullehrer. Er prägte den Begriff „angeborene Stoffwechselstörung“ und leistete entscheidende Beiträge zum Verständnis jener Erkrankungen, vor allem der Alkaptonurie. Das Konzept der biochemischen Individualität geht ebenfalls auf ihn zurück. Von 1920 bis 1927 lehrte er als Regius Professor of Medicine an der University of Oxford.

## Leben

### Familie und Ausbildung
Archibald Garrod kam 1857 als vierter und jüngster Sohn von Elisabeth Ann Colchester und Sir Alfred Baring Garrod in London zur Welt. Sein Vater war ebenfalls Arzt und Wissenschaftler und erlangte durch seine Erkenntnisse auf dem Gebiet der Gelenkerkrankungen (insbesondere Gicht und Rheumatoide Arthritis) Bekanntheit. Sein Bruder Alfred Henry Garrod war Zoologe und wie sein Vater Mitglied der Royal Society. Archibald Garrod besuchte das Marlborough College, wobei er bereits großes Interesse an den Naturwissenschaften zeigte, sowie das Christ Church College, das er 1880 mit Bestnoten in naturwissenschaftlichen Fächern verließ. Im Anschluss begann er eine ärztliche Ausbildung am ältesten Krankenhaus Großbritanniens, dem St Bartholomew’s Hospital in London. Nach dem Abschluss dieser im Jahre 1884 begab er sich zu Forschungszwecken für mehrere Monate nach Wien. Im Anschluss kehrte er in seine Heimat zurück und begann am St Bartholomew’s als Assistenzarzt zu arbeiten; später ebenso am West London Hospital und am Great Ormond Street Hospital.

### Wissenschaftliche Leistung
Während dieser Jahre hatte er viel Zeit, sich mit Forschung zu beschäftigen, so folgte er erst dem Beispiel seines Vaters und untersuchte Gelenkerkrankungen. Er war der Erste, der die heute noch gültige Differenzierung zwischen Rheuma und Rheumatoider Arthritis vornahm. Später wandte sich Garrod verstärkt biochemischen Aspekten der Pathologie zu, wobei diese Wandlung vor allem auf die Freundschaft zum Biochemiker und späteren Nobelpreisträger Frederick Gowland Hopkins zurückzuführen ist. So kam er durch Hopkins erstmals enger mit der Untersuchung von Urin in Kontakt, die für seine spätere wissenschaftliche Leistung, insbesondere auf dem Gebiet der Stoffwechselstörungen, wegweisend wurde. In den 1890er beschäftigte sich Garrod in erster Linie mit der Alkaptonurie, wobei er in erster Linie die Verbreitung der Erkrankung in betroffenen Familien untersuchte. Er vermutete, dass die Erkrankung keinesfalls durch Bakterien verursacht wird, wie bisher angenommen wurde, sondern vielmehr die Vererbung eine Rolle spielt.
Erst um die Jahrhundertwende herum erregten die bereits 1866 von Gregor Mendel veröffentlichten Grundregeln der Vererbung das Interesse der Medizin und lieferten Garrod das Wissen, das er 1902 für die Bestätigung seiner Theorie von der Alkaptonurie als Erbkrankheit benötigte. William Batesons Arbeit war es, die Mendels Theorien die nötige Aufmerksamkeit entgegenbrachte – Garrod stand in den nächsten Jahren in engem wissenschaftlichen Austausch mit ihm. Garrod konnte dieses Konzept auf andere bereits bekannte Krankheiten wie Albinismus oder Cysteinurie anwenden und prägte somit während der Croonian Lecture 1908 am Royal College of Physicians den Begriff „angeborene Stoffwechselstörungen“ (engl.: inborn errors of metabolism). Im gleichen Zusammenhang postulierte er, dass jedes Individuum aus biochemischer Sicht einzigartig sei und dass die entsprechenden Unterschiede auf biochemischer Ebene begründet sind – ein Konzept, das bis heute unwidersprochen ist. Zudem sagte er voraus, dass die Alkaptonurie auf einem Enzymdefekt beruhe; dies wurde ein halbes Jahrhundert später bestätigt. 1910 wurde er, wie schon sein Vater und sein Bruder vor ihm, zum Fellow der Royal Society gewählt. Anzumerken ist, dass Garrod während all seiner wissenschaftlichen Aktivitäten weiterhin als Arzt tätig war und seit 1912 am St Bartholomew’s lehrte.
Während des Ersten Weltkriegs musste Garrod seine Arbeit unterbrechen und diente als Arzt den British Armed Forces auf Malta; für seine Verdienste dort erhob man ihn durch die Verleihung des Order of St. Michael and St. George in den Ritterstand (Knight Commander). Nach seiner Rückkehr folgte er 1920 dem Ruf an die Medizinische Fakultät der University of Oxford und wurde somit Regius Professor of Medicine. 1923 veröffentlichte er seine wichtigsten Entdeckungen in einem großen Kompendium. 1927 ging er in den Ruhestand.

### Tod und Ehrung
Archibald Garrod verstarb am 28. März 1936 nach kurzer, schwerer Krankheit. Er hinterließ seine Frau Laura Elisabeth (geb. Smith) sowie seine Tochter Dorothy, die als eine der bedeutendsten Prähistorikerinnen Großbritanniens gilt und als erste Frau eine Professur an der University of Cambridge innehielt. Archibald Garrod hatte mit seiner Frau drei Söhne, wobei zwei im Ersten Weltkrieg und der jüngste wenig später an der Spanischen Grippe verstarben.
Die Tragweite von Garrods Erkenntnissen wurde zum größten Teil erst zum Ende seines Schaffens bzw. nach seinem Tod deutlich. Zu Lebzeiten wurde ihm die Goldmedaille der Royal Society of Medicine verliehen; zudem erhielt er Ehrendoktorwürden der Universitäten Aberdeen, Dublin, Glasgow, Malta, und Padua. Die Garrod Association ist ein kanadischer Zusammenschluss zur Behandlung von angeborenen Stoffwechselstörungen, der 1982 gegründet wurde.

## Veröffentlichungen (Auswahl)
- An Introduction to the Use of the Laryngoscope. Longman, Green And Co., London, 1886.
- A Treatise on Rheumatism and Rheumatoid Arthritis. Charles Griffin and Company, London, 1890.
- Inborn Errors of metabolism. Henry Frowde and Hodder & Stoughton, London, 1909 (erste Auflage) und 1923 (zweite Auflage).
- The Inborn Factors of Disease. Clarendon Press, Oxford, 1931.